# Holocnemus pluchei

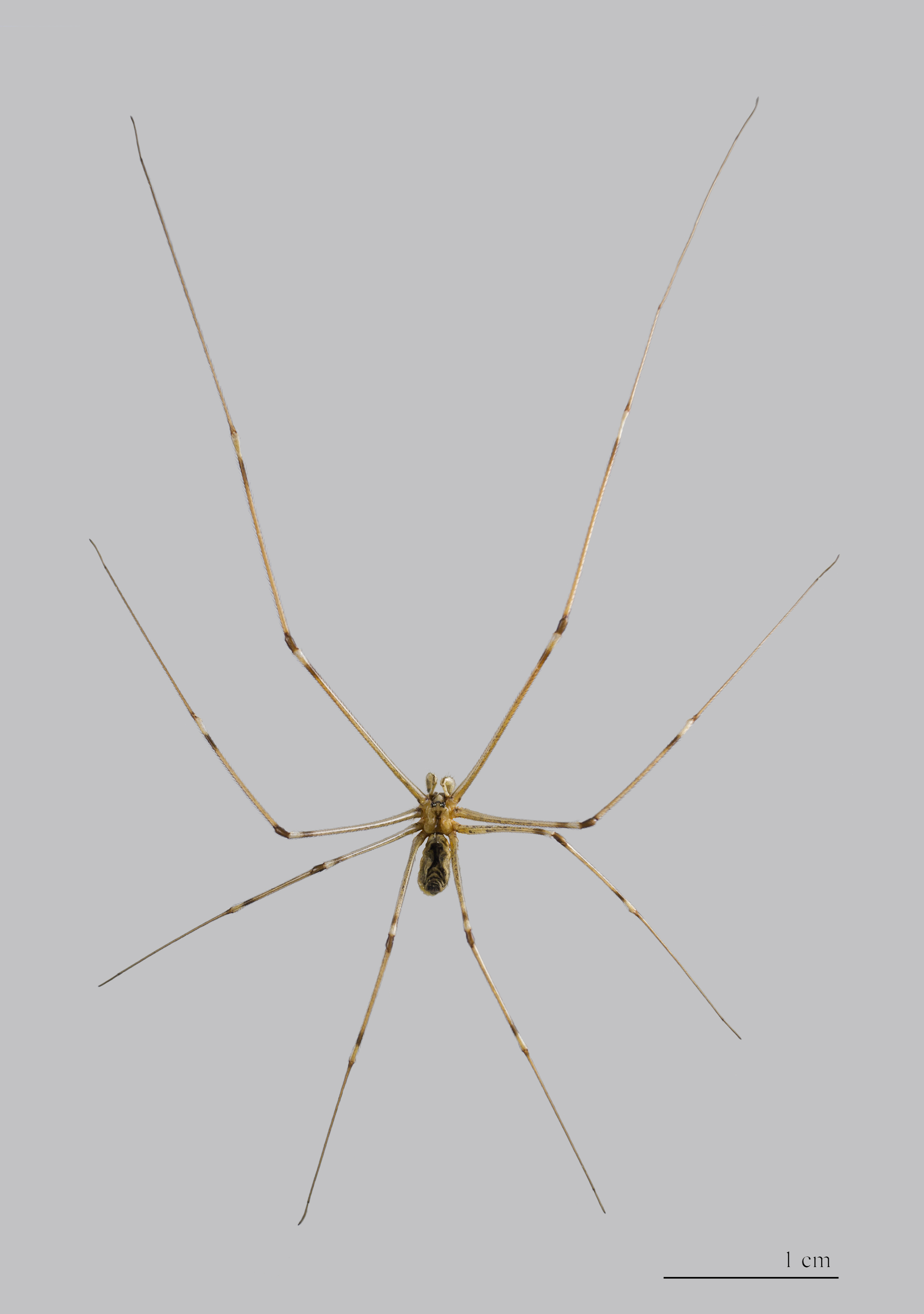
Ein Männchen

Holocnemus pluchei ist eine Art der Zitterspinnen und hauptsächlich im Mittelmeerraum verbreitet.

## Merkmale
Weibchen werden 5–8,5 mm lang, Männchen 5–7 mm.
Der Vorderkörper ist hell, mit einem dunklen Längsstrich.
Der hellgraue Hinterleib ist oberseits versehen mit einem unregelmäßig gezackten, dunklen Längsband auf braun oder grau geschecktem Grund. Dieses ist meist weiß eingerahmt. Die gesamte Zeichnung kann aber auch zu einer undefinierbaren Fleckung verschmelzen. An den Seiten findet man wellenförmige Bänder von weißer bis silberner Farbe. Auf der Unterseite befindet sich eine schwarze Binde.
Die Schenkel sind am äußeren Ende weiß geringelt. 

## Verbreitung
Im Mittelmeerraum ist die Art häufig und findet sich auch im Freien. In Deutschland kommt sie nur selten und in Gebäuden vor. Eingeschleppt wurde die Art auch außerhalb von Europa und Nordafrika, beispielsweise in die USA.

## Lebensraum und Lebensweise
Die Art findet sich in warmen, trockenen Gebieten unter Steinen, in Häusern oder in Mauerlöchern. Hier finden sie sich in den Räumen zwischen Felsblöcken in einem grobmaschigen Raumnetz mit eingewebter Querdecke. In Deutschland wird die Art meist in Gartencentern und Gewächshäusern gefunden, während sie in Griechenland oft in Eingangsbereichen von Höhlen, Kellern und verfallenen Gebäuden anzutreffen ist.
Die Weibchen tragen ihre violett getönten, von einem Netz umsponnenen Eiballen in den Oberkiefern.
Wie auch viele andere Zitterspinnen zeigt diese Art das für die Familie namensgebende Verhalten: Bei Störung oder Bedrohung zittert bzw. schwingt die Spinne in ihrem Netz sehr stark, wodurch sie für Feinde kaum zu erkennen ist.